# الکترون ثانویه
الکترون ثانویه (به انگلیسی: Secondary electron) الکترونی‌ست که محصول یونش است. یونش می‌تواند در اثر تابش یک پرتو از فوتون، الکترون یا یون با انرژی کافی برای کندن الکترون از ماده باشد. الکترون کنده شده همان الکترون ثانویه است. این الکترون‌ها معمولاً کم‌انرژیند (زیر ۵۰ الکترون‌ولت).
الکترون‌های ثانویه عامل اصلی تصویرسازی در میکروسکوپ الکترونی روبشی هستند.